# 國立西洋美術館
國立西洋美術館（日语：／ Kokuritsu Seiyō Bijutsukan */?）是一間日本美術館，位於東京都台東區上野公園内，专门收藏西洋美術作品，包含印象派等19世紀與20世紀前半的畫作及雕刻。日本國立西洋美術館由獨立行政法人國立美術館營運。

## 歷史

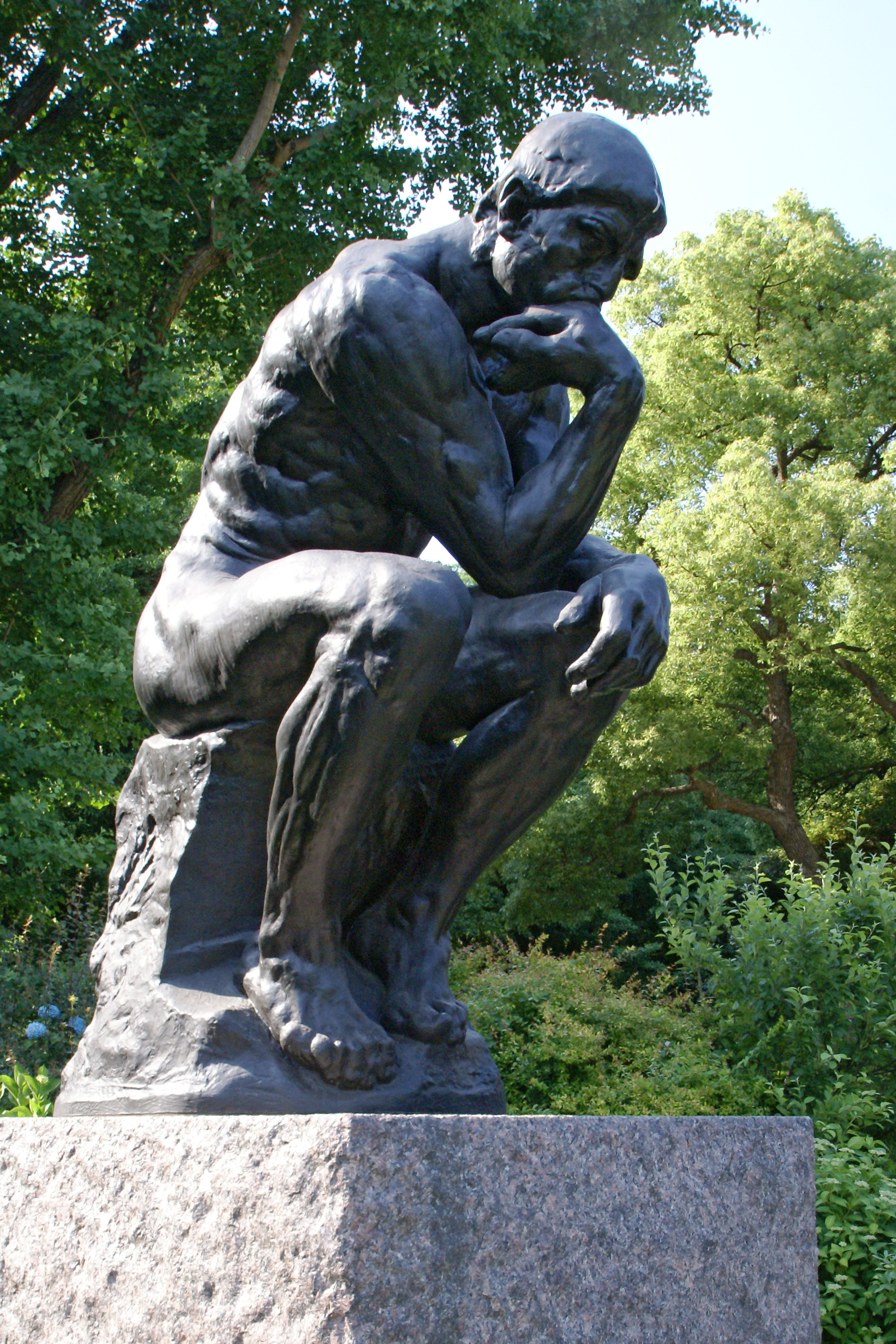
《沉思者》（奧古斯特·羅丹）

川崎造船所（現在的川崎重工業）社長、企業家松方幸次郎（1865年－1950年）於1916年（大正5年）開始從倫敦收集美術品。其收藏品在1928年至1934年間於日本國内出售，其中許多收藏品流入普利司通美術館等地，但有些則不知去向。
松方幸次郎的收藏品後來存放於英國和法國，直到第二次世界大戰後，日本政府要求法國返還。1951年（昭和26年）舊金山和約，日本首相吉田茂與法國外交部長罗贝尔·舒曼協商法國返還收藏品事宜。
1953年（昭和28年）末，文部省成立「法國美術館設置準備協議會」。當時因為日本政府財政困難，無法建設新的國立美術館。文部省計畫將上野的東京國立博物館内當作收藏品展示館，但是法國堅持收藏品須放置於法國建築師設計的美術館，才將收藏品送回日本。勒·柯布西耶被選為美術館設計師，1955年（昭和30年）3月，日本國立西洋美術館動工。1955年11月，勒·柯布西耶前往日本，他的三個日本學生前川國男、坂倉準三、吉阪隆正負責制定詳細的設計圖紙與監督施工。
1959年（昭和34年）1月23日，法國外交部將收藏品運送至日本，4月份裝載收藏品的船艦抵達日本。同時日本國立西洋美術館成立，富永惣一為初代館長。同年6月10日，高松宮宣仁親王夫妻與岸信介首相出席開館儀式，6月13日開放民眾參觀。當年度入場人数達到58萬人次。
1964年4月8日至5月15日，米洛的維納斯於日本國立西洋美術館展出，吸引83萬人次參觀，排隊觀眾甚至延伸至上野公園入口。1979年，本館附近的新館（地上2層、地下2層）開館，設計者是前川國男。1994年，阿尔伯特·C·巴恩斯（Albert C. Barnes）作品展出，吸引107萬人次參觀。
1998年（平成10年），日本國立西洋美術館入選「公共建築百選」。2007年（平成19年），日本國立西洋美術館成為重要文化財。
2008年，日本國立西洋美術館申請成為日本世界遺產，但是在2009年確定落選，後來成為日本登錄紀念物。
2016年7月17成功與柯布西耶的其他16個建築作品入選世界遺產（編碼1321-016），國立西洋美術館也是繼小笠原群島後東京都第二個確立的世界遺產。

## 收藏品

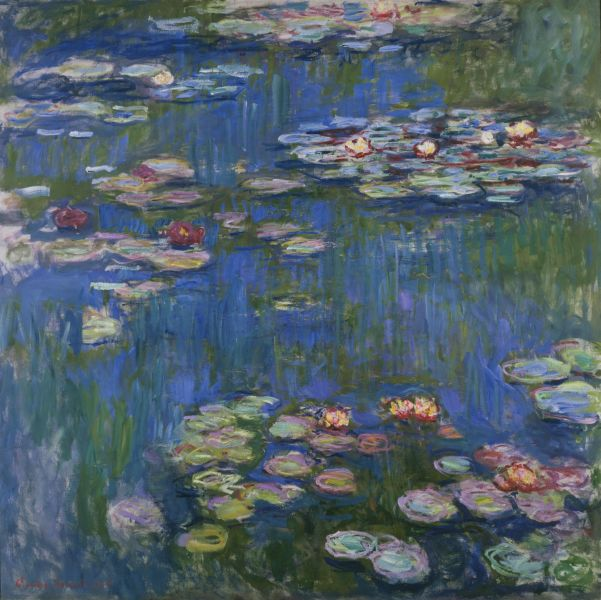
《睡蓮》

| 作品               | 作者                 | 年份   |
| ------------------ | -------------------- | ------ |
| 《睡蓮》           | 克洛德·莫奈          | 1916年 |
| 《沉思者》         | 奧古斯特·羅丹        |        |
| 《地獄之門》       | 奧古斯特·羅丹        | 1917年 |
| 《玫瑰》           | 文森·梵谷            |        |
| 《耶穌》           | 格雷考               |        |
| 《斜躺的日光浴者》 | 皮耶-奧古斯特·雷諾瓦 |        |
| 《特魯維爾沙灘》   | 歐仁·布丹            |        |
| 《春》             | 尚-法蘭索瓦·米勒     | 1865年 |
| 《聖特羅佩港口》   | 保羅·希涅克          | 1901年 |
| 《路維希安的風景》 | 阿爾弗雷德·西斯萊    |        |

## 外部連結
- 国立西洋美術館 （页面存档备份，存于） （中文）